# Rammelsberg (Rothaargebirge)
Der Rammelsberg zwischen Erndtebrück und Amtshausen im nordrhein-westfälischen Kreis Siegen-Wittgenstein ist eine 637,2 m ü. NHN hohe Erhebung im Rothaargebirge.

## Geographie

### Lage
Der Rammelsberg erhebt sich im Südteil des Rothaargebirges im Naturpark Sauerland-Rothaargebirge. Sein Gipfel befindet sich 2,3 km (jeweils Luftlinie) ostsüdöstlich vom Kernort der Gemeinde Erndtebrück und 1,3 km nordwestlich des Bad Laaspher Ortsteils Amtshausen sowie 1,8 km nordöstlich des Ebschloh (686,3 m) und 1,5 km südsüdöstlich des Steimel (595,8 m).

### Naturräumliche Zuordnung
Der Rammelsberg gehört in der naturräumlichen Haupteinheitengruppe Süderbergland (Nr. 33), in der Haupteinheit Rothaargebirge (mit Hochsauerland) (333) und in der Untereinheit Wittgensteiner Kammer (333.1) zum Naturraum Erndtebrücker Leimstruht (333.12).

### Berghöhe
Der Rammelsberg ist 637,2 m hoch. In topographischen Karten sind auf seiner Gipfelregion zwei trigonometrische Punkte mit den Höhenangaben 634,9 m und 630,7 m verzeichnet.

### Fließgewässer
Auf dem Übergangsbereich des Rammelsbergs zur nördlich gelegenen Steimel entspringt der Breitenbach, der in Erndtebrück in die Eder mündet. Auf dem Ostnordosthang des Berges liegt die Quelle des Baierbachs, der in Schameder in die Schameder fließt. Auf seinem Südhang entspringt der im Oberlauf auch Rammelsbach genannte Rüppersbach, der in Amtshausen vom kleinen Amtshäuser Bach gespeist wird und in Feudingen in die Lahn mündet; den zuletzt erwähnten Namen trägt der Rüppersbach teils auch noch unterhalb von Amtshausen, und in Feudingen heißt er Feudinge. Auf dem im Südwesten gelegenen Übergangsbereich zum Ebschloh befindet sich die Quelle des Rammelsbachs, der am Südrand von Erndtebrück der Benfe zufließt.

## Sonstiges
Auf dem Gipfel des Rammelsbergs steht ein Sendeturm und auf seinem Südosthang das ehemalige Forsthaus Immergrün. Bis auf seine Gipfelregion reichen Teile des Landschaftsschutzgebiet Bad Laasphe (CDDA-Nr. 555558490; 1987 ausgewiesen; 122,9381 km² groß) und des LSG Rothaargebirge (SI) (CDDA-Nr. 555555273; 1984; 299,0128 km²).